# Педро Фернандес де Кастро эль-Кастельяно
Педро Фернандес де Кастро «эль-Кастельяно» (исп. Pedro Fernández de Castro el Castellano; ок. 1160 — 18 августа 1214, Марокко) — кастильский аристократ, сын Фернандо Родригеса де Кастро и Эстефании Альфонсо Ла Десдичада (Стефании «Несчастная»). Он унаследовал Инфантадо-де-Леон от своих родителей и был старшим майордомом (дворецким) короля Леона Фердинанда II и его сына Альфонсо IX (1191, 1194, 1195—1197, 1204). Он унаследовал от своих родителей владение Инфантадо-де-Леон и, кроме того, занимал должность старшего майордома (дворецкого) короля Альфонсо IX де Леона.

## Происхождение семьи
Родился около 1160 года. Педро Фернандес де Кастро был сыном Фернандо Родригеса де Кастро «Кастильца», члена дома Кастро, сына Родриго Фернандеса де Кастро и его жены Эйло Альварес, дочери Альвара Фаньеса и Майор Перес. Его мать, Стефания «Несчастная», была незаконнорожденной дочерью короля Альфонсо VII Леонского и его любовницы Урраки Фернандес де Кастро. Таким образом, Педро был племянником короля Фердинанда II Леонского и короля Санчо III Кастильского, а также двоюродным братом королей Альфонсо VIII Кастильского и Альфонсо IX Леонского.

## Отцовское наследство и ранние годы
В 1180 году его мать Стефани Альфонсо «Несчастная» была убита его отцом Фернандо Родригесом де Кастро, который считал, что его жена изменяет ему с другим мужчиной. Убив свою жену, он понял, что был неправ, и попросил прощения у короля Деона Фердинанда II, сводного брата своей жены.
После смерти своего отца в 1185 году Фернандес де Кастро унаследовал родительскую собственность, в том числе сеньорию Трухильо, включающие многочисленные крепости и города в Эстремадуре и Инфантадо-де-Леон, которые король Фердинанд II подарил его родителям в 1170 году. Он также объявил себя вассалом своего двоюродного брата короля Альфонсо VIII Кастильского, которому он передал Трухильо, которую король затем передал Ордену Сантьяго в 1187 году, вместе с половиной своих доходов, чтобы орден мог заселить территории между реками Тахо и Гвадиана. Год спустя, в 1187 году, Педро оговорил в своем завещании, что если он умрет без наследников, то все его замки, расположенные в Эстремадуре и Леоне, станут собственностью Ордена Сантьяго. В 1187 году он пожертвовал замок Пенья Фалькон Ордену Алькантары в пользу своего дяди Фернандо Диаса, в то время как Орден Сантьяго получил замки Ла-Солана и Санта-Крус-де-лос-Каньямос, расположенные в нынешней провинции Сьюдад-Реаль.
Король доверил ему управление несколькими феодами, в том числе Лемосом и Саррией в Галисии, а также другими в Эстремадуре и Тразьерре, а также Астурией и городом Леоном.
В 1185—1188 годах Педро Фернандес де Кастро оставался верным вассалом своего двоюродного брата, короля Кастилии Альфонсо VIII, но в 1189 году поссорился с королем и покинул королевство Кастилия. Он отправился служить своему двоюродному брату Альфонсо IX Леонскому, отцу Фердинанда III Кастильского. Следуя по стопам своего отца, он начал вступать в союз с Альмохадами в разное время в ущерб интересам своего двоюродного брата, короля Кастилии.
Его позиция в оставшиеся годы XII века зависела от эволюции отношений между королевствами Кастилия и Леон, находившимися под прогрессивным влиянием папства и военных орденов. Когда король Альфонсо IX Леонский женился на инфанте Терезе Португальской, дочери короля Саншу I, с мнимой целью союза против Кастилии, несколько крепостей, контролируемых Педро Фернандесом де Кастро, были переданы португальцам, так как он был известен как враг своего кузена Альфонсо VIII.
В 1191 году королевства Наварра, Португалия, Леон и Арагон образовали так называемую Лигу Уэски, целью которой была борьба с Кастильским королевством. Тем временем папа римский Целестин III пригрозил королю Альфонсо IX Леонскому отлучением от церкви после его женитьбы на своей троюродной сестре Беренгуэле Кастильской. В 1192—1193 годах Фернандес де Кастро часто бывал в Кастилии. Когда он был недалеко от Севильи, он страдал от серьёзной болезни, которую врачи не могли вылечить, и он попросил, чтобы его отвезли в церковь Сан-Исидоро-Ан-Севилья, куда христиане Севильи часто ходили после останков Исидора он был похоронен там, прежде чем его перевезли в Базилику Святого Исидора в Леоне. Исполнив обещание, данное святому, он вновь обрел здоровье. Хотя год, когда это произошло, неизвестен, это должно было быть около 1193 года, до битвы при Аларкосе.
В 1194 году Фернандес де Кастро попытался сорвать подписание Тордеумосского договора, который должен был положить конец конфликту между королями Альфонсо IX Леонским и Альфонсо VIII Кастильским. Он решил покинуть полуостровные христианские королевства и отправиться в Андалусию. Он заключил соглашение с Альмохадами и сражался на их стороне в битве при Аларкосе, в которой войска короля Альфонсо VIII потерпели поражение от мусульман.
После битвы он выступил посредником в переговорах между королем Кастилии Альфонсо VIII и королем Леона Альфонсо IX в городе Толедо. После неудавшейся встречи двух монархов Фернандес де Кастро остался в Леоне, сражаясь против Кастильского королевства, а его двоюродный брат, король Леона, снова назначил его своим старшим майордомом (дворецким).
Во время войны между Кастилией и Леоном, чтобы помочь Кастилии, папа римский Целестин III отлучил от церкви короля Альфонсо IX, Педро Фернандеса де Кастро и других дворян, которые помогали маврам в их борьбе против Кастилии. Папа также освободил вассалов Леонского короля от клятвы верности своему королю.
Тем не менее, военные действия между обоими королевствами прекратились в 1197 году после женитьбы короля Альфонсо IX Леонского и Беренгарии Кастильской, так как в приданое Беренгарии входило несколько замков, которые её муж требовал от Кастилии.

## Брак и дети
Педро Фернандес де Кастро женился на Химене Гомес де Мансанедо, дочери графа Гомеса Гонсалеса де Мансанедо (? — 1182) и Милии Перес де Лара, с которой он фигурирует в нескольких хартиях. Они были родителями следующих детей:
- Альваро Перес де Кастро эль-Кастельяно[7] «Кастилец» (? — 1240), королевский альферес (1221, 1221—1222) и майордом (1223).
- Эйло Перес де Кастро (? — после 1243). Её первым мужем, с которым она развелась, был Мартим Санчес, незаконнорожденный сын короля Португалии Саншу I и Марии Айрес де Форнелуш. Разведённая со своим первым мужем, в 1205 году она вышла замуж за Гера IV де Кабрера, виконта Ажера, сына Понсе де Кабреры и Маркизы де Урхель[13]. Эйло и её муж были родителями, среди прочих, Понса I Урхельского. Она была похоронена в монастыре Санта-Мария-де-Вальбуэна.
- Стефания Перес де Кастро, которой её сестра, графиня Эйло, в 1221 году выделила 5000 мараведи дохода в Королевстве Арагон[a].

## Последние годы
В 1204 году Педро Фернандес де Кастро снова служил Альфонсо IX майордомом Леона, а в том же году вместе со своей женой Хименой и их детьми Альваро и Эйло стал фамильяром Ордена Калатравы.
Год спустя он пожертвовал ордену Сальватьерры и его хозяину Мартину Мартинесу госпиталь Санта-Олалла, виллу Ранконада, половину виноградников, которыми владел в Альдовее, Кортесе, Санта-Олайе и прилегающих к ним районах на юге с условием, что доходы от этих владений пойдут на содержание госпиталя в Санта-Олалле. В 1204 году его двоюродный брат Альфонсо VIII Кастильский возвратил ему имущество, ранее конфискованное Леонской короной.
В 1213 году Фернандес де Кастро пожертвовал монастырю Санта-Мария-де-Собрадо все свои владения в Майорге и прилегающих районах. Хартия была подтверждена его братом Мартином Фернандесом годом позже.
Педро Фернандес де Кастро умер 18 августа 1214 года, находясь в изгнании в Марокко. Его тело было доставлено на Пиренейский полуостров, а затем привезено в Кастилию, где его останки были похоронены в монастыре Санта-Мария-де-Вальбуэна. В том же монастыре впоследствии были похоронены двое его детей, Альваро и Эйло Перес де Кастро.

### Комментарии
1. ↑  Archivo de la Corona de Aragón, published in "Documentos lingüistícos de España" by Ramón Menéndez Pidal.